# Eois thetisaria
Eois thetisaria là một loài bướm đêm trong họ Geometridae.